# Тумановка (Гвардейский район)
Тумановка — посёлок в Гвардейском городском округе Калининградской области.  Входит в состав Озерковского сельского поселения.

## География
Посёлок Тумановка расположен в срединной части области, на левобережье Преголи, в 6 км к западу по прямой от западных окраин районного центра, города Гвардейска, в 22,6 км по прямой к востоко-юго-востоку от восточных окраин областного центра, города Калининграда.

## История
Населённый пункт относится к исторической области древней Пруссии именем Натангия.
Сельская община Гауледен входила в состав сельского района Велау административного округа Кёнигсберг.
25 января 1945 года Гауледен был взят воинами 5-я гвардейской стрелковой дивизии и 43-й бригады тяжелых танков.
В 1947 году Гауледен был переименован в Тумановку.

## Население
| 2002 | 2010 |
| ---- | ---- |
| 128  | ↘107 |